# ポルシェ・996
ポルシェ・996は、ドイツの自動車メーカーであるポルシェが開発したスポーツカー「911」のうち、1997年から2004年にかけて製造・販売されていた5代目モデルを指すコードネームである。

## 概要
1997年、30年以上に及ぶ改良を繰り返してきた911が、車体、エンジンともに全面的な新設計となる初めてのフルモデルチェンジを受け、996型となった。最大の特徴は、それまでトレードマーク的存在の1つとされていた空冷エンジンが、欧州をはじめとする世界的な環境問題への対処を主な目的として水冷化されたことである。
コスト削減のため、フロント部分はボクスター（986型）との共通部品が非常に多く、下位モデルとの露骨な部品共用は従来からの911ユーザーとファンに強い違和感を与えることとなった。このため、1999年のドイツ国際モーターショーで発表され、2000年に発売された911ターボではヘッドランプの形状が変更された。
ボディ
ボクスターで採用された涙目型ヘッドランプ、フロントフェンダー、フロントフードがそのまま流用されており、バンパーも、ごく一部のデザインが違うのみで基本的にはボクスターと同じ形状のものが使用された。
フロントウインドシールドは空冷時代と比較すると55度→60度と寝かされ、フロア下面のフルフラット化とも合わせて空気抵抗が減らされ、Cd値は0.30となった（993は0.33）。
ボディの大型化・水冷化に伴うエンジンの補機類の設置、さらに衝突安全基準の適合のための安全装備の充実にもかかわらず、重量は993型から約50kg軽量化された（初期モデル 2輪駆動モデル同士の比較）。
クーペに加え1999年春にカブリオレが追加された。電動ソフトトップはダイムラー・ベンツとの合弁会社カートップシステムズ製で、センターコンソール、ドアキー、リモコンでの操作により20秒ほどで開閉できる。安全性にも配慮し、各サスペンションの荷重とロール角度を検知し自動で飛び出す左右2本のロールバーを装備する。993型タルガがカブリオレの車体を土台に設計されていたのに対し、996型タルガではクーペの車体を土台にしているため車体剛性が向上した。
ボディ剛性はフロアやサイドシルやルーフを補強することで993型より捩り剛性で45%、曲げ剛性で50%向上した。
内装
ホイールベースの延長とボディの拡大により、室内長は170 mm長くなり、レッグルームも80 mm広くなったほか、ドリンクホルダーは着脱式の簡易なものが用意された。内装はビニール貼りであったが、質感の向上を目的に2000年モデルからアルカンターラに変更となった。
コンソールは、ごく一部のデザインが違うのみで基本的にはボクスターと同じ形状のものが使用された。
エンジン
クランクケース、シリンダーヘッド周りとも一新され、DOHCとなった。内径φ96mm×行程78mmで3,387ccと小排気量化されたにもかかわらず、圧縮比11.3から300PS/6,800 rpm、35.7 kg･m/4,600 rpmを発生した。エンジン自体も993型と比較してエンジン全長で70 mm、全高で120 mm小さくなっている。1,500 rpmと5,820 rpmでオーバーラップを切り替える可変バルブ機構（バリオカム）と、吸気管の切り替え（バリオラム）を搭載した。エンジン補気類の配置も見直され、メンテナンス性の向上が図られた。
ターボとGT2・GT3のエンジンは964系3,596ccと同じ内径φ100mm×行程76.4mmで3,600 ccの空冷用クランクケースを使用し、水冷のシリンダーとバリオカムプラスのヘッドを組み合わせている。
水冷化され油温が厳格に管理できるようになり、オイルシールの劣化によるオイル漏れが減少した。
ラジエーターは左右に分割して前部に格納され、3分割されたフロントバンパーのインテークは左右がラジエターで中央がATF冷却用として使用された。MTモデルの場合は中央はプラスチック板で塞がれている。
6速MTは2ベアリング。ティプトロニックSはカレラ用はZF製だが、ターボ用はメルセデス・ベンツ製を採用した。
足回りには、2000年よりPSMがオプション装備として設定された。
サスペンション形式はフロントはボクスターと共通のストラット式、リアはマルチリンク式と、993型から形式は変わっていないが完全な新設計である。
ブレーキローターのサイズはフロント318 mm×28 mm厚、リヤ299 mm×24 mm厚。

### マイナーチェンジ
2002年、マイナーチェンジが行われた。
ボディ
前期モデルで不評だったヘッドランプのデザインが911ターボと同形状に変更されたが、レンズカットは911ターボと異なる。前後バンパーについても空力特性を改善すべく微細なデザイン変更が実施された。フロントのトレッド幅は10mm拡大され、これに伴いフロントフェンダーも15mm拡大された（996ターボと同じパーツを導入）。カブリオレのリアウィンドウがガラス化された。
シャシーはフロアとルーフ中心に補強され、前期モデルより捻り剛性および曲げ剛性で25 %向上しているが、重量は25 kg増加した。
形式はGF-99603、ターボはGF-99664。
内装
ステアリング・ホイールは前期でオプション設定だった3本スポークのものに変更され、運転席メーターについても細かい変更が実施された。前期型では助手席にグローブボックスがなく非難を浴びたため、設置された。ドリンクホルダーはダッシュボード中央の引き出し式に改められた。
エンジン
内径φ96 mm×行程82.8 mmの3,596 ccに拡大、バリオカムプラスに進化し320 PS（235 kW）/6,800 rpm、37.6 kg･m（370 Nm）/4,250 rpmとなった。バリオカムプラスではバルブタイミングが連続可変となり、バルブのリフト量も低速側3.6 mm、高速側11 mmと可変されるようになった。
911ターボ用と911GT2用のエンジンは内径φ100 mm×行程76.4 mmで3,600 cc。911ターボは309 kW/5,700 rpm、560 Nm/2700 - 4600 rpm。911GT2は462 PS/5,700 rpm、63.2 kg･m/3,500 - 4,500 rpm。
ラジエーターのエアダクト形状を変更したことにより、ラジエーターを通過するエア量が15 %増加した。
ただ、GT1のクランクケースを受け継いだターボやGT3、GT2以外のエンジンでは、同じデザインのシリンダーおよびヘッドを両側で使うため、カム駆動系の位置が左右で前後逆になっている。前後のカム駆動系を中央で接続するインターミディエイトシャフト（IMS）のベアリングが潤滑不良のために破損するトラブルも多く報告されている。また、一部のシリンダーの潤滑および冷却が不良なこと、ケースとシリンダの剛性が低く、ピストンに味噌すり運動が生じ、ピストンとシリンダが早期に摩耗し圧縮不良になることが知られている。このため、「996は信頼性が低い」と言われる一因となっている（ポルシェ・911#インターミディエイトシャフトの破損についても参照）。
トランスミッション
増大したパワーに対応して6速MTが3ベアリングにグレードアップしたほか、カレラ用の5速ティプトロニックSもメルセデス・ベンツ製に変更された。
足回り
ホイールサイズは変更ないが、ホイールデザインの変更により4輪で3.6 kg軽量化された。サスペンションのセッティングも変更され、フロントダンパーの伸び側が硬くされた。ブレーキサイズは変更なし。PSM（姿勢安定制御装置）は標準装備となった。

## グレード一覧
| グレード                    | 駆動方式 | 過給器       | 排気量                    | 最高出力/最大トルク                                                                                 | 変速機     | 備考 |
| --------------------------- | -------- | ------------ | ------------------------- | --------------------------------------------------------------------------------------------------- | ---------- | --- |
| カレラ カレラカブリオレ     | RR       | NA           | 前期3,387 cc 後期3,596 cc | 前期300 PS/6,800 rpm、35.7 kg･m/4,600 rpm 後期320 PS/6,800 rpm、37.6 kg･m/4,250 rpm                 | 6MT 5Tip-S | |
| カレラ4 カレラ4カブリオレ   | 4WD      | NA           | 前期3,387 cc 後期3,596 cc | 前期300 PS/6,800 rpm、35.7 kg･m/4,600 rpm 後期320 PS/6,800 rpm、37.6 kg･m/4,250 rpm                 | 6MT 5Tip-S | 1998年発売、4WDモデル |
| カレラ4S カレラ4Sカブリオレ | 4WD      | NA           | 3,596 cc                  | 320 PS/6,800 rpm、37.6 kg･m/4,250 rpm                                                               | 6MT 5Tip-S | 996ターボのボディにカレラ用の3,596 ccエンジンを搭載し、サスペンションをリセッティングしたモデル。外寸は996ターボと同一。ホイールも外観は同じであるが中空構造にはなっていない。リヤバンパーのインタークーラーエアアウトレットは必要が無いので黒いプラスチック板で閉鎖されている。 |
| タルガ                      | RR       | NA           | 3,596 cc                  | 320 PS/6,800 rpm 37.6 kg･m/4,250 rpm                                                                | 6MT 5Tip-S | ガラス製のサンルーフと、ガラス製のテールゲートを装備したモデル。 |
| 40thアニバーサリー          | RR       | NA           | 3,596 cc                  | 345 PS/6,800 rpm、37.6 kg･m/4,800 rpm                                                               | 6MT        | 2003年発売、911発売40周年を記念した1,963台の限定生産モデル |
| ターボ ターボカブリオレ     | 4WD      | ツインターボ | 3,600 cc                  | 420 PS/5,700 rpm、57.1 kg･m/2,700 - 4,600 rpm                                                       | 6MT 5Tip-S | 2000年発売3,387 ccから3,600 ccに拡大され、さらに片バンクにつき一基のターボとインタークーラーを割り振られ420 PS/6,000 rpm、57.1 kg･m/2,700 - 4,600 rpmを発生する。ヘッドは水冷化されているが、911GT1クランクケースを流用しているため、カレラ系の3.6Lエンジンとはベースが異なる。996前期カレラと比較して車高10 mmダウン、リヤフェンダー60 mm拡幅、フロントフェンダー15 mm拡幅。ビスカスカップリングによって、フロント側に5 - 40 ％の駆動力を配分した。後輪のスリップを検知し、フロントへ駆動力を配分する制御を行なっている。ターボモデルとしては初めてティプトロを用意した。4Sと共通のバンパーを装備。ブレーキサイズは前330 m×34 mm厚、後330 mm×28 mm厚。タービンはKKK製K16。最大過給圧は1.8バールでバリオカムプラスを996としては初めて装備した。PSMは標準装備。センターラジエターを通過する空気をダンパー上部から排出させることで、ボディー下面を流れる空気を60 %減らした。加速時にロック率40 %となる機械式LSDも装備された。リヤサブフレームとシャシーとの結合部位はゴムブッシュからメタルブッシュに変更されている。                                                                                              |
| ターボHPE ターボS           | 4WD      | ツインターボ | 3,600 cc                  | 450 PS/5,700 rpm、63.2 kg･m/3,500 - 4,500 rpm                                                       | 5Tip-S     | ターボHPEは911ターボX50の日本仕様版 |
| GT3                         | RR       | NA           | 3,600 cc                  | 前期360 PS/7,200 rpm、37.6 kg･m/5,000 rpm 後期381 PS/7,400 rpm、39.2 kg･m/5,500 rpm                 | 6MT        | 1999年発売、ポルシェカップへの参戦を希望するユーザやGTレース向けの1,400台限定生産の予定だったが予想外に人気があり、1,889台生産された（前期モデル）。後期モデルはカタログモデル化された。996カレラ4をベースに製作されており、911GT1クランクケースを採用したエンジンを搭載した。後期型ではチタンコンロッドなどの内部パーツの大幅刷新で回転系の重量が2 kg軽量化され381 PS、39.3 kgmとなっている。エアコン・パワステを装備しているため空冷時代のような極端な軽量化には至っておらず、車重は996カレラ前期型より30 kg重い1,350 kg（後期型は1,380 kg）。ブレーキローターのサイズは前期モデルはターボやカレラ4Sと同一で前後4ポットキャリパーでブレーキディスクも同一である。 後期モデルは前ブレーキに6ポットキャリパーが導入され、ブレーキディスクも前側が350 mm×34 mmとなった。リヤ側のスタビライザーは4段階に効きを調整できた。クラブスポーツオプションを選択すると、軽量化されたフライホイールと6点シートベルト、ボルトオンロールケージが装備される。トランスミッションは993GT2のものをケーブル操作式にしたものが装備された。前期後期ともに各種エアロパーツが装備されるが、専用品ではなく996カレラなどにも装着できた。 |
| GT3RS                       | RR       | NA           | 3,600 cc                  | 381 PS/7,400 rpm、39.2 kg･m/5,500 rpm                                                               | 6MT        | フロントフードやドアミラーをCFRP製、リアウィンドウを強化プラスチック製にするなどでGT3から20 kg軽量化し、1,360 kgとした。 |
| GT2                         | RR       | ツインターボ | 3,600 cc                  | 前期462 PS/5,700 rpm、63.2 kg･m/3,500 - 4,500 rpm 後期483 PS/6,500 rpm、65.3 kg･m/3,500 - 4,500 rpm | 6MT        | 2002年発売、911ターボをベースにエンジンチューン、100 kgの軽量化を行い、最高速は315 km/h、カタログモデルでは最高のスペックとなる。過給圧はフルスロットル時に2.0バールまで上昇する。911ターボより20 mm車高が低く、2WD化によって911ターボより100 kg軽くなっている。PSMは装備されない。トランスミッションのギヤ比や最終減速比なども964ターボと同一。 |

### インターミディエイトシャフトの破損について
996型に搭載される水冷エンジンでは、同じ設計のシリンダおよびヘッドを左右に180度回転して使用するため、タイミングチェーンがエンジンの左右バンクでシリンダ前後端に分かれて存在する。そのためクランクシャフトからカムシャフトへ動きを伝達するインターミディエイトシャフトの長さが延長され、クランクケース前後端を貫通し、その前後端から左右のカムをチェーンで駆動する。このインターミディエイトシャフトのベアリングの潤滑不良による不具合はブログ、掲示板、日本国土交通省の自動車不具合情報ホットラインなどで報告されているが、ポルシェ本社は本不具合に対する公式見解を発表していない。
なおターボおよびGT2、GT3では空冷時代と似た左右それぞれ専用のシリンダとクランクケースを使用しているためこのシャフトは存在しない。
本不具合はエンジン稼働中に潤滑されず応力のかかるインターミディエイトシャフト（のボルトおよびベアリング）が潤滑不良により破損し、次いでシャフトも破損する。これによってインターミディエイトシャフトを通して制御されていたカムシャフトが暴走し、バルブがピストンと衝突することでエンジンブローを引き起こす。
復旧にはエンジンの交換が必要となる。2012年10月より、本件に関してポルシェジャパンによるサービスキャンペーン（リコールとは異なる）が実施され、該当車（2001年5月4日から2005年2月21日製造分）は無償で点検、必要に応じ修理されることになった。
なお、左右のシリンダをクランクケースではなく、内部のクランクシャフト支持ブロックにネジ止めする構造のため、一部のシリンダーへの潤滑油の飛散が少なく潤滑と冷却が不良になることと、クランクケースとシリンダ間の結合剛性が低く、またシリンダ壁が薄く剛性が低いためにピストンとシリンダーが味噌擂り運動を起こすことで早期にピストンとシリンダ－が損傷し圧縮漏れを起こすことが知られている。これを防ぐためにクランクシャフト支持ブロックに潤滑用の穴開け加工を追加する業者があるが、シリンダ剛性が低い問題には抜本的な解決策はない。